# Zamek w Amboise (rysunek szkoły Leonarda da Vinci)
Zamek w Amboise – rysunek stworzony w 1517 r. przez włoską renesansową szkołę Leonarda da Vinci.

## Historia powstania szkicu
Pod koniec 1516 roku Leonardo wyjechał na zaproszenie króla Franciszka I, do Francji, do doliny Loary, gdzie otrzymał dwór Chateau de Cloux, obecnie Clos Lucé, na południe od zamku w Amboise. Jedna z komnat, według Waltera Isaacsona będąca pokojem towarzysza da Vinciego, Francesco Melziego, a według Charlesa Nichollsona będąca pracownią Leonardo, znajdowała się w północno-zachodniej części budynku. Z jej okna rozpościerał się widok na iglice i wieżę zamku od strony rzeki. Tenże widok został utrwalony prawdopodobnie przez Melziego w szkicu czerwoną kredką. Podstawą do takich wniosków jest cieniowanie wykonane prawą ręką (Leonardo był leworęczny). Clark Kenneth w swojej monografii o Leonardzie z 1968 roku autorstwo szkicu przypisywał Andrei del Sarto, który gościł w Amboise w 1518 roku. 
Widok przedstawia główne budynki na lewo od centrum, dużą niską okrągłą wieżę w murach obronnych poniżej, bramę i drewniany most nad wąwozem po prawej stronie oraz skupisko domków pod murami po lewej stronie.

## Proweniencja
Po śmierci Leonarda szkic został przekazany w spadku Francesco Melziemu. Kolejnymi właścicielami byli Pompeo Leoni, w latach 1582-90; od 1630 roku w posiadaniu hrabiego Thomasa Howarda angielskiego dyplomaty na dworze króla Jakuba Stuarda i Karola I, a następnie został nabyty prawdopodobnie przez Karola II. W Royal Library znajduje się od 1690 roku.